# Hubert-Burda-Preis für junge osteuropäische Lyrik
Der Hubert Burda Preis für junge osteuropäische Lyrik (zuvor Hubert Burda Preis für junge Lyrik) war ein von Hubert Burda gestifteter Förderpreis für junge osteuropäische Lyriker. Er wurde von 1999 bis 2010 jährlich zusammen mit dem Hermann-Lenz-Preis verliehen. Die Dotierung betrug je 5.000 Euro.

## Preisträger
- 1999 Zoran Bognar, Maja Vidmar und Uroš Zupan[1]
- 2000 Olga Martynova, Lewan Beridse und Natalja Beltschenko[1]
- 2001 Krzysztof Koehler, Mariusz Grzebalski, Marzanna Kielar und Jakub Ekier[1]
- 2002 Petr Borkovec und Mirela Ivanova[1]
- 2003 Constantin Virgil Bănescu, Kateřina Rudčenková und István Vörös[1]
- 2004 Lubina Hajduk-Veljkovićowa, Maja Haderlap und Leo Tuor[1]
- 2005 Julia Fiedorczuk, Ana Ristović und Igor Bulatovsky[1]
- 2006 Serhij Schadan und Marija Stepanowa[1]
- 2007 Nikola Madžirov, Halina Petrosanjak und Eugeniusz Tkaczyszyn-Dycki[1]
- 2008 Valzhyna Mort, Delimir Rešicki und Tadeusz Dąbrowski[1]
- 2009 Lidija Dimkovska, Iulian Tănase und Ostap Slyvynsky[1]
- 2010 Lucija Stupica[2]